# Trevor Lawrence
Pour les articles homonymes, voir Lawrence.
(en) Statistiques sur pro-football-reference
Trevor Lawrence, né le 6 octobre 1999 à Johnson City au Tennessee, est un sportif professionnel américain de football américain évoluant au poste de quarterback dans la National Football League (NFL) depuis la saison 2021 pour les Jaguars de Jacksonville.
Ayant joué au niveau universitaire pour l'équipe des Tigers de l'université de Clemson, il gagne une réputation nationale dès sa première année, en aidant Clemson à remporter la finale du championnat 2018 de la NCAA Division I FBS. Considéré comme un des joueurs universitaires le mieux noté de tous les temps à son poste, plusieurs experts en recrutement le qualifient de joueur au talent générationnel,.
Il se présente à la draft 2021 de la NFL en tant que meilleur joueur disponible et est sélectionné en première position par les Jaguars.

## Biographie

### Jeunesse

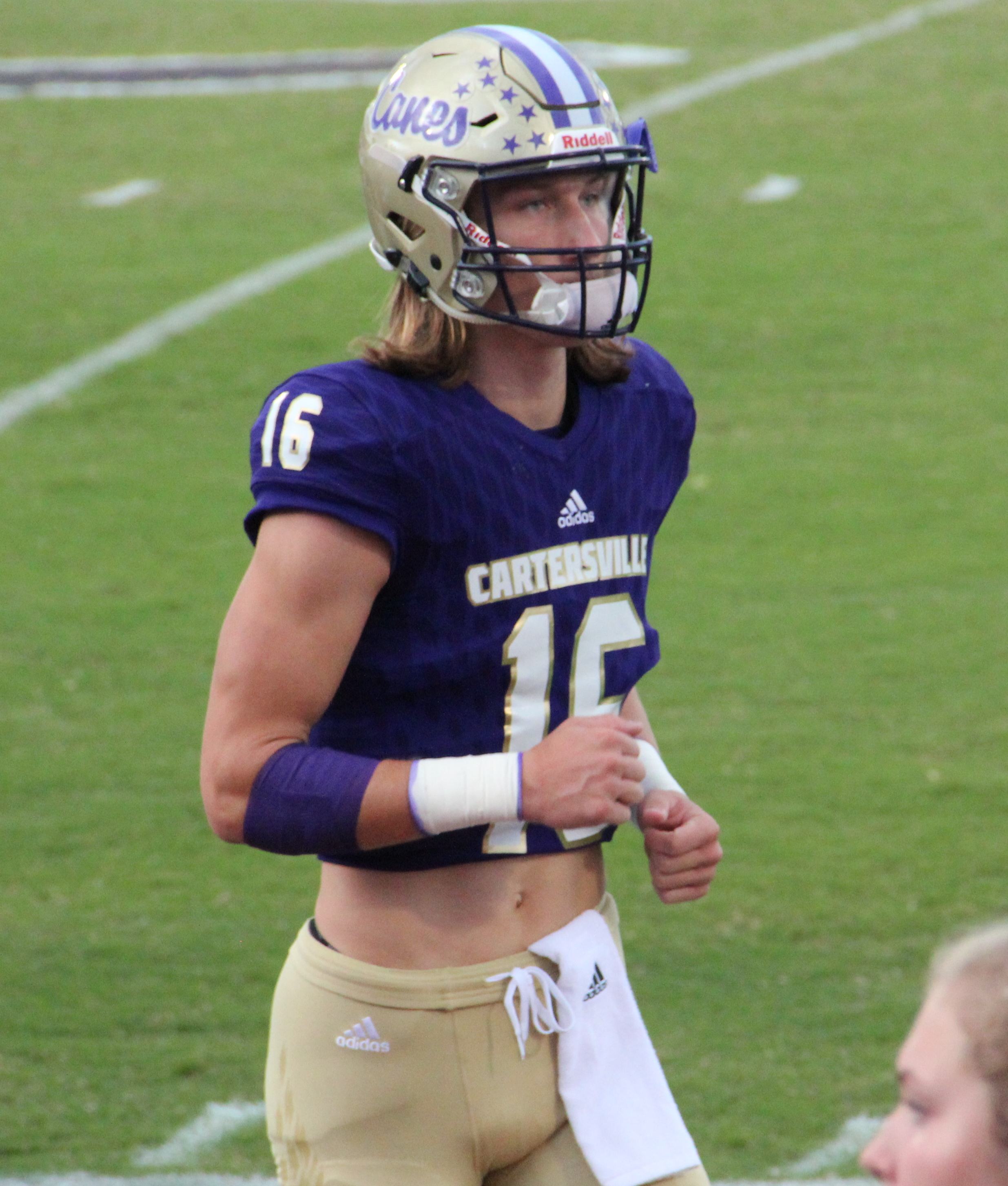
Lawrence jouant pour le lycée de Cartersville en 2017.

Né à Johnson City dans le Tennessee, Lawrence fréquente le lycée de Cartersville (Cartersville High School) en Géorgie où il joue au football américain et au basket-ball. À l'issue de son année junior en 2016, il est élu meilleur joueur de l'année par le journal Atlanta Journal-Constitution après avoir réussi 250 des 406 passes tentées, gagné 3 904 yards et inscrit 51 touchdowns. Auparavant, il comptabilise lors de sa deuxième année en tant que sophomore, 3 655 yards et 43 touchdowns, et lors de sa première année en tant que freshman, 3 042 yards et 26 touchdowns.
De sa deuxième à sa dernière année, Lawrence mène son équipe à 41 victoires consécutives, remportant deux championnats de l'État de Géorgie et quatre titres régionaux. De nombreux trophées de meilleur joueur national lycéen de l'année lui sont décernés. En 2017, Lawrence bat les records de l'État de Géorgie concernant le nombre de yards gagnés à la passe et le nombre de touchdowns inscrits à la passe. Ces records étaient auparavant détenus par Deshaun Watson de Gainesville lequel jouera également pour Clemson,.
Lawrence est considéré comme une recrue cinq étoiles et une des meilleures recrue au poste de quarterback de l'histoire du football américain de niveau lycéen,,,. Convoité par plusieurs universités, Lawrence choisit le 16 décembre 2016 d'intégrer l'université de Clemson et jouer avec l'équipe de football universitaire des Tigers,.
| Nom (Poste) | Ville natale                                    | Lycée / Collège          | Taille | Poids | 40 y.d. | Date d'engagement |
| --- | ----------------------------------------------- | ------------------------ | ------ | ----- | ------- | ----------------- |
| Trevor Lawrence QB | Cartersville, Georgia                           | Cartersville High School | 1,98 m | 94 kg | --      | 16 décembre 2016  |
| Trevor Lawrence QB | Scout : ——— Rivals : ——— 247Sports : ——— ESPN : |                          |        |       |         |                   |
| 40 y.d. signifie parcours à la course de 40 yards. Dans de nombreux cas, les références données par les sociétés Scout, Rivals, 247Sports, et ESPN peuvent différer au niveau des références de taille, poids et temps de course (40 y.d.). Dans ces cas, la moyenne est calculée et c'est celle-ci qui est indiquée. L'échelle ESPN maximale est de 100. |                                                 |                          |        |       |         |                   |

### Carrière universitaire

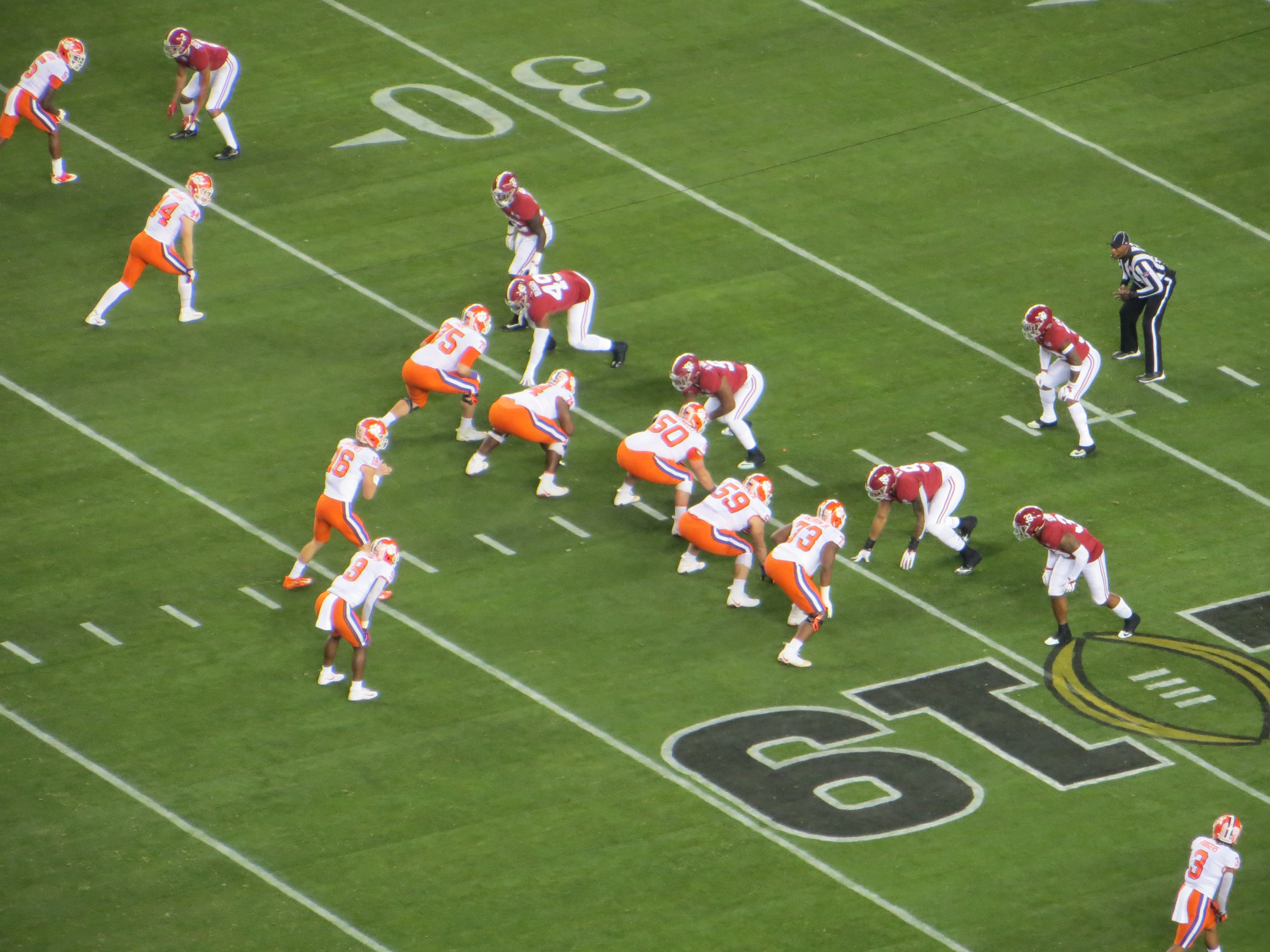
Lawrence (no 16) lors du College Football Championship Game 2019.

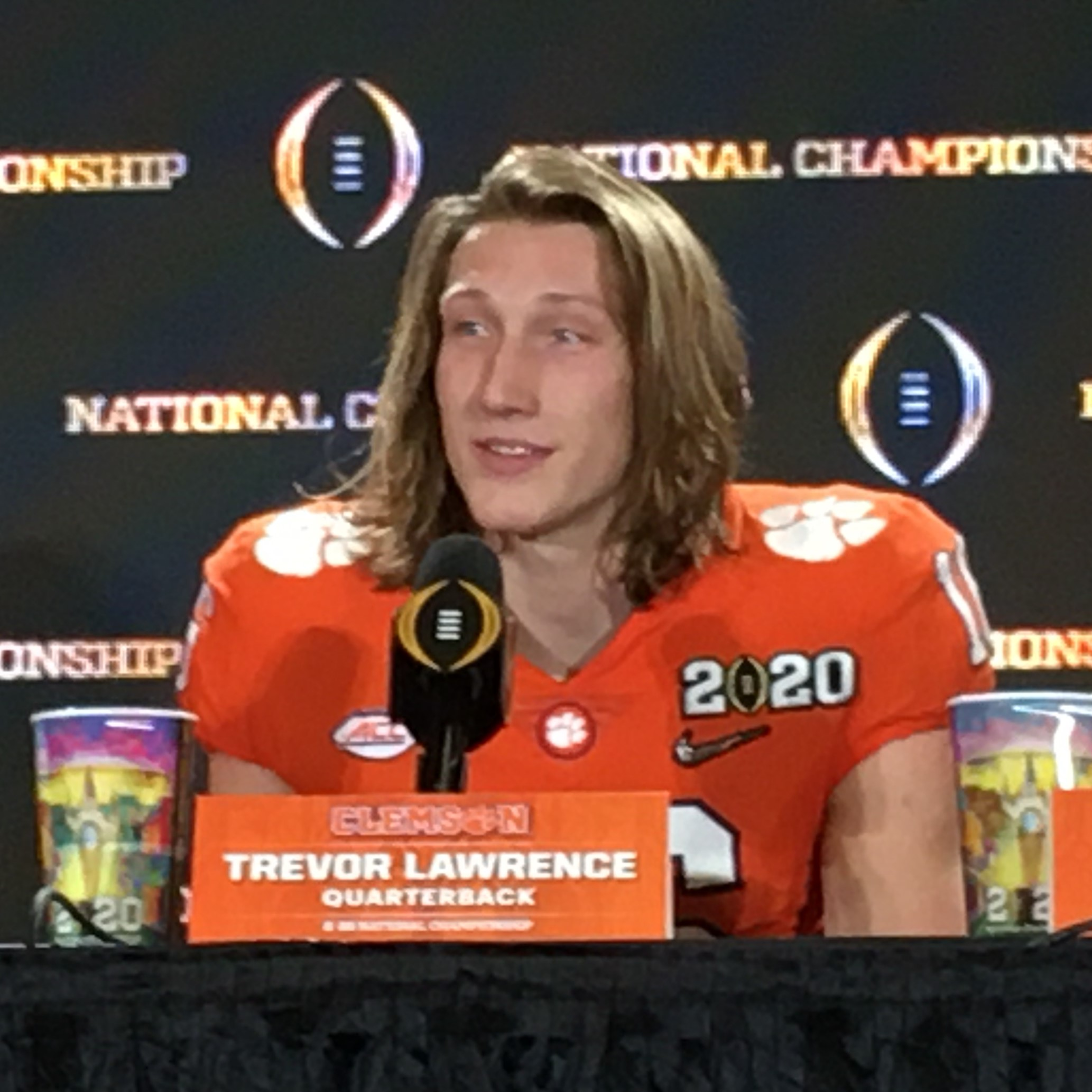
Lawrence en conférence de presse après la finale universitaire 2020.

Il commence la saison 2018 comme deuxième quarterback des Tigers derrière Kelly Bryant, mais les deux quarterbacks jouent à parts égales lors des premiers matchs de la saison. Après avoir été désigné titulaire au poste de quarterback lors du cinquième match de la saison en lieu et place de Kelly Bryant, ce dernier ayant fait part de son intention de changer d'université, Lawrence et Clemson restent invaincus lors de la saison régulière. Après avoir gagné la finale de conférence ACC 42 à 10 contre Pittsburgh, l'équipe se qualifie pour les playoffs du football universitaire. Les Tigers, classés no 2 au classement national, battent Notre-Dame 30 à 3 lors du Cotton Bowl Classic et Lawrence est désigné meilleur joueur offensif du match. Qualifiés pour jouer la finale du championnat national universitaire, Lawrence devient le premier quarterback au statut de true freshman titularisé pour disputer une finale nationale depuis Jamelle Holieway (en) des Sooners de l'Oklahoma en 1985. Lawrence et les Tigers battent le Crimson Tide de l'Alabama sur le score de 44 à 16 et il est désigné meilleur joueur offensif du match après avoir gagné 344 yards à la passe et inscrit 3 touchdowns.
Après avoir gagné sur la saison un total de 3 280 yards à la passe, inscrit 30 touchdowns et avoir été désigné meilleur joueur offensif lors de la finale nationale et lors du Cotton Bowl Classic, Lawrence reçoit le trophée du meilleur rookie (débutant) de l'année de la NCAA et l'Archie Griffin Award (en) décerné par le Touchdown Club of Columbus (en). Il reçoit également le titre de meilleur rookie de l'année de la conférence ACC.
À l'issue de sa deuxième année avec les Tigers, Lawrence est désigné meilleur joueur de l'avant-saison de l'ACC. Il est considéré comme un candidat de premier plan pour le trophée Heisman. Il est finalement classé septième à cause de son jeu quelque peu irrégulier en début de la saison. Néanmoins, pour la seconde partie du championnat, il affiche la meilleure évaluation du quarterback de la division FBS,. Lawrence et Clemson terminent à nouveau la saison régulière invaincus et ils remportent à nouveau la finale de conférence ACC disputé contre les Cavaliers de la Virginie. Ils sont dès lors classés troisièmes dans les classements nationaux,. À l'occasion du Fiesta Bowl joué contre Ohio State (demi-finale du College Football Playoff), il gagne 259 yards et inscrit deux touchdowns à la passe avec en plus un gain de 107 yards et un touchdown à la course. Il remporte le match 29 à 23 et qualifie les Tigers pour une deuxième finale nationale consécutive. Lawrence perd le premier match de sa carrière universitaire lors de cette finale jouée contre les Tigers de LSU sur le score de 25 à 42 et la série de 29 victoires consécutives de Clemson prend fin. Lors de cette finale, Lawrence obtient sa pire évaluation de passeur de sa carrière, ne réussissant que 18 passes sur les 37 tentées pour un gain cumulé de 234 yards sans avoir inscrit de touchdown,.
Lawrence est toujours un Tiger pour sa troisième année universitaire et est considéré par plusieurs observateurs comme le potentiel premier choix de la draft 2021 de la NFL,. Après les 6 premiers matchs de la saison 2020, il cumule un total de 1 833 yards, 17 touchdowns pour 2 interceptions. Le 30 octobre 2020, Lawrence est testé positif à la Covid-19 et doit respecter une quarantaine de 10 jours conformément aux protocoles de l'ACC. Il rate donc deux matchs et est remplacé par DJ Uiagalelei avant de reprendre la compétition. De retour, il aide à qualifier les Tigers pour la finale de conférence ACC qu'il remporte face au Fighting Irish de Notre Dame. Il perd ensuite 28 à 49 le Sugar Bowl joué contre les Buckeyes d'Ohio State ce qui constitue la deuxième défaite de sa carrière universitaire. Il termine la saison avec un bilan en 10 matchs, de 3 153 yards, 24 touchdowns à la passe, 8 touchdowns à la course et 5 interceptions. Désigné meilleur joueur de l'année de l'ACC, il termine deuxième du trophée Heisman désignant le meilleur joueur universitaire de football américain.

### Carrière professionnelle

#### Draft

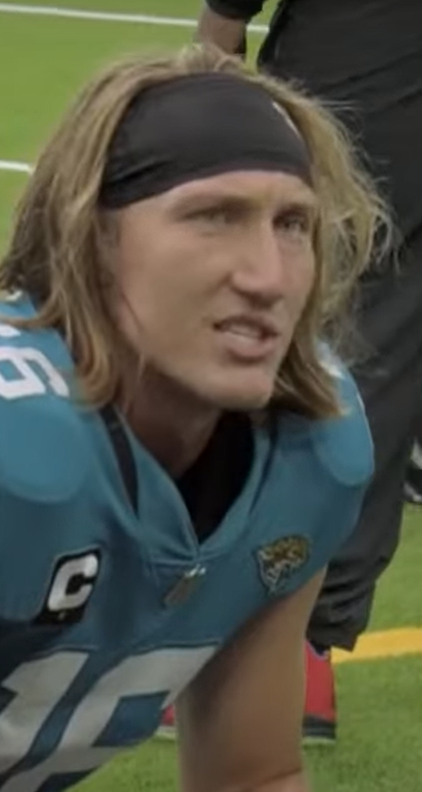
Lawrence avec les Jaguars le 8 octobre 2021.

Après le Sugar Bowl, Lawrence annonce qu'il renonce à jouer une quatrième et dernière saison universitaire pour se déclarer éligible à la draft 2021 de la NFL. En février 2021, il se fait opérer pour réparer une déchirure du labrum de l'épaule gauche,.
| Taille              | Poids          | Bras           | Main          | Sprint   | Sprint   | Sprint   | Shuttle 20 yards | 3 cones drill | Détente   | Détente     | Développé couché | Test Wonderlic |
| Taille              | Poids          | Bras           | Main          | 40 yards | 10 yards | 20 yards | Shuttle 20 yards | 3 cones drill | verticale | horizontale | Développé couché | Test Wonderlic |
| 1,97 m (6 ft 5⅝ in) | 97 kg (213 lb) | 80 cm (31½ in) | 25 cm (10 in) | blessé   | blessé   | blessé   | blessé           | blessé        | blessé    | blessé      | -                | -              |

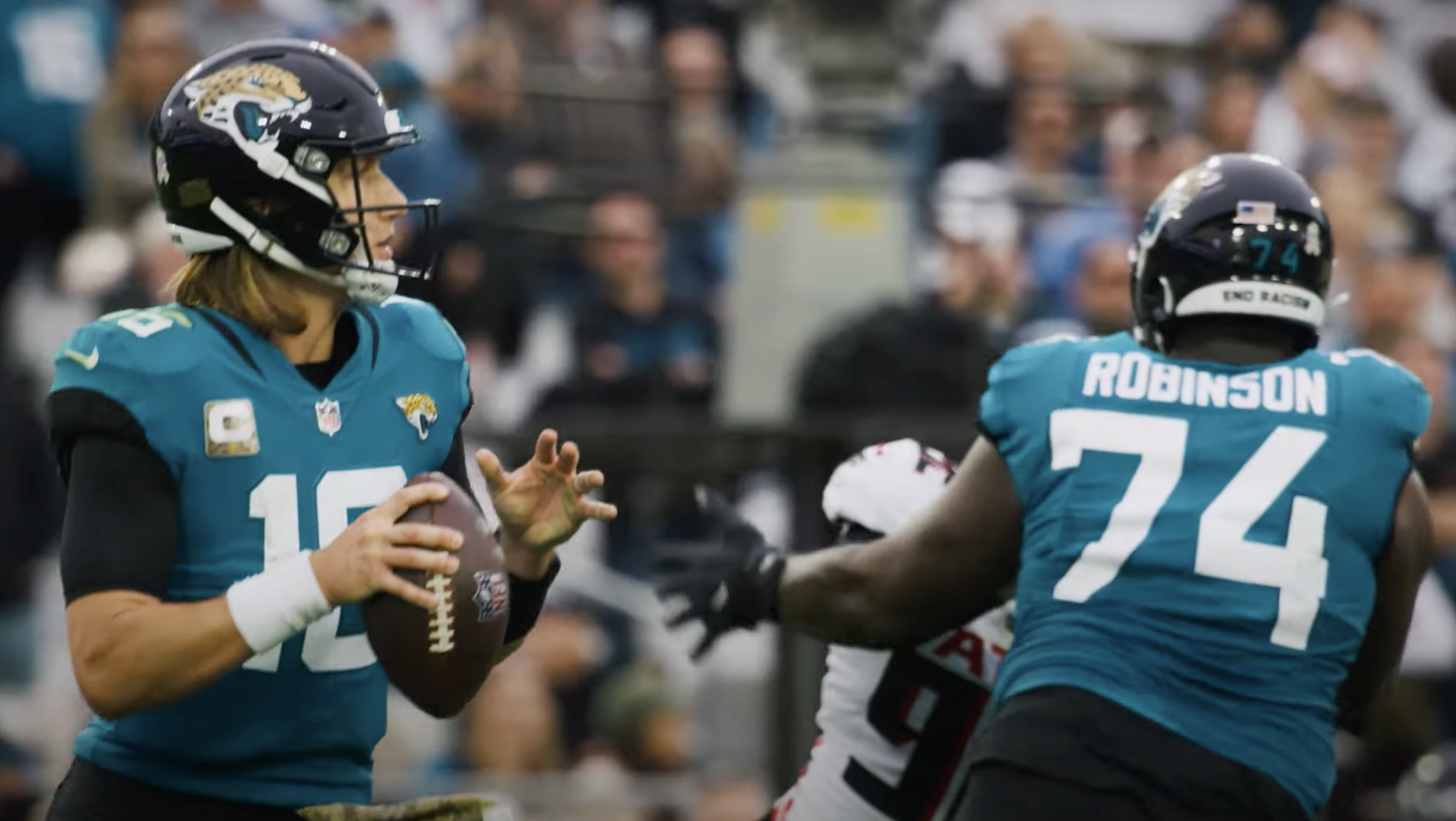
Lawrence (no 16) le 28 novembre 2021 contre les Falcons d'Atlanta.

Lawrence est sélectionné par la franchise des Jaguars de Jacksonville en premier choix global lors de la draft 2021 de la NFL.

#### 2021
Lawrence signe le 5 juillet 2021 un contrat de 4 ans avec les Jaguars pour un montant de 36,8 millions de dollars garantis, comprenant une prime à la signature de 24,1 millions de dollars. Il est désigné quarterback titulaire des Jaguars le 25 août 2021 juste après les matchs d'avant saison,.
Le 12 septembre 2021, il fait ses débuts en NFL contre les Texans de Houston (défaite 21-37), totalisant 332 yards à la passe et trois touchdowns pour trois interceptions. La semaine suivante lors de la défaite 13 à 23 contre les Broncos de Denver, il inscrit un touchdown à la passe au terme de la première série des Jaguars mais sur le match ne réussit que huit des 25 passes tentées dont deux interceptées. Il se montre plus performant en 4e semaine contre les Bengals de Cincinnati à l'occasion du Thursday Night Football (défaite 21 à 24) avec 17 passes réussies sur 24 tentées et un gain cumulé de 204 yards. Il y inscrit son premier touchdown professionnel à la course et termine son premier match NFL sans interception.
Lawrence remporte son premier match dans la NFL en 6e semaine contre les Dolphins de Miami, gagnant 319 yards et inscrivant un touchdown à la passe. Ce match ayant été joué au Tottenham Hotspur Stadium, il devient le premier quarterback rookie à gagner à Londres. Cette victoire brise la série de vingt défaites consécutives des Jaguars, ces derniers n'ayant plus gagné depuis la 1re semaine de la saison 2020.
Après la victoire en 9e semaine contre les Bills de Buffalo (9-6), les Jaguars vont perdre les huit prochains matchs. Lawrence lors des neufs derniers matchs se fera intercepter à huit reprises et n'inscrira que deux touchdowns dont sept matchs sans aucun touchdown inscrit. Sa performance est cependant remarquable lors du dernier match de la saison gagné 26 à 11 contre les Colts d'Indianapolis puisqu'il réussit 23 des 32 passes tentées pour un gain total de 223 yards et deux touchdowns.
Lawrence termine la saison en tant que deuxième meilleur quarterback rookie (après Mac Jones) avec 3 641 yards gagnés à la passe. A contrario, il est premier classé au nombre de passes interceptées (17) sur la saison et possède la plus faible moyenne de yards gagnés à la passe avec 6 yards de moyenne.

#### Saison 2022

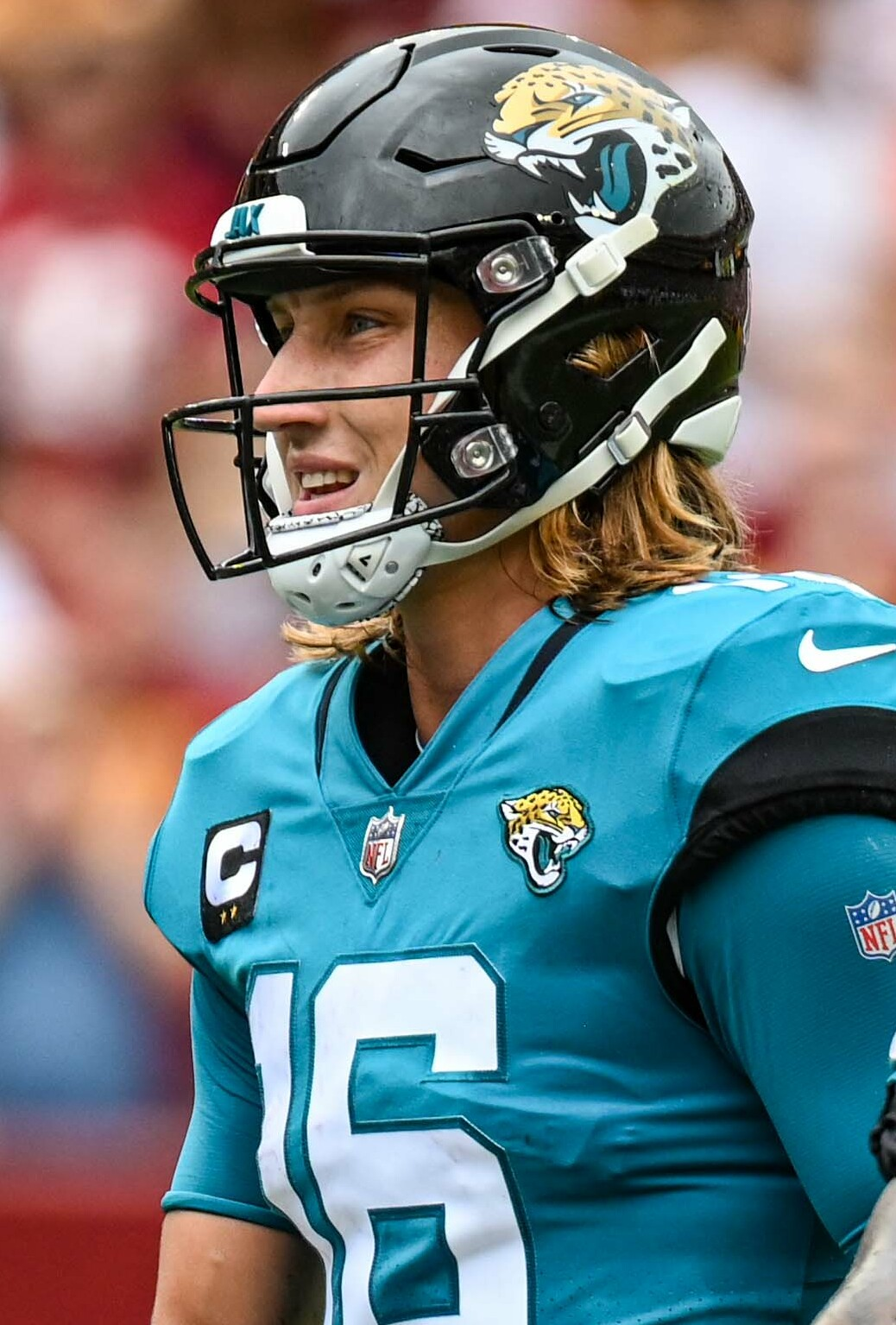
Contre les Commanders le 11 septembre 2022 au FedEx Field de Landover dans le Maryland.

Après avoir perdu le premier match de l'année contre les Commanders de Washington, Lawrence remporte les deux suivants cumulant un gain de 457 yards et inscrivant cinq touchdowns Les Jaguars perdent ensuite successivement cinq matchs. Au cours de cette période, il ne réussit que 57,8 % de ses passes pour un gain total de 1 068 yards, cinq touchdown et cinq interceptions (dont 2 matchs sans touchdown inscrit à la passe). La série s'arrête en 9e semaine contre les Raiders de Las Vegas. Menés 10 à 20 à la mi-temps, ils remportent le match 27 à 20.
En 12e semaine, menés en fin du match par les Ravens de Baltimore, Lawrence parvient à revenir au score lors des deux dernières minutes pour gagner le match 28 à 27. En 14e  semaine, il gagne 368 yards et inscrit quatre touchdown à la passe lors de la victoire 36 à 22 contre les Titans du Tennessee. Cette performance lui permet d'être désigné meilleur joueur offensif de la semaine en AFC. Lawrence enchaine et remporte une autre victoire la semaine suivante contre les Cowboys de Dallas, gagnant 321 yards et inscrivant quatre touchdown à la passe malgré une interception concédée alors que les Jaguars sont menés de 17 points au début du troisième quart temps. Les Jaguars remportent finalement le match 40 à 34 en prolongation.
Lawrence remporte les deux matchs suivants contre les Jets de New York et les Texans de Houston ce qui permet au Jaguars d'afficher un bilan provisoire de 8 victoires et 8 défaites. Lors du dernier match de saison régulière joué contre les Titans du Tennessee, Lawrence réussit 20 des 32 passes tentées pour un gain de 212 yards et un touchdown. Le match est remporté 20 à 16 ce qui permet aux Jaguars de remporter le titre de la division AFC Sud pour la première fois depuis 2017.
Qualifiés pour le tour de Wild Card, les Jaguars affrontent les Chargers de Los Angeles. Lawrence commence difficilement le match, lançant trois interceptions lors du premier quart temps soit quatre en première mi-temps. Il devient le premier joueur à se faire intercepter à trois reprises au cours du premier quart d'un match de phase finale  Il s'améliore en seconde période, réussissant 18 des 23 passes tentées pour un gain cumulé de 211 yards et trois touchdown. Les Jaguars remontent un déficit de 27 points pour finalement gagner 31 à 30 ce qui constitue le troisième plus grand retour au score de l'histoire des séries éliminatoires. Opposé aux Chiefs de Kansas City lors du tour de division, il réussit 24 des 39 passes tentées pour un gain cumulé de 217 yards et un touchdown malgré une interception. Le match est perdu 20 à 27 contre les futurs vainqueurs du Super Bowl LVII. Cette défaite est la première concédée en carrière par Lawrence un samedi.
Le 31 janvier 2023, il est sélectionné pour le Pro Bowl Games 2023 en remplacement de Patrick Mahomes lequel dispute le Super Bowl LVII.

#### 2024
Le 29 avril 2024, les Jaguars activent l'option de cinquième année du contrat de Lawrence.
Le 14 juin 2024, Lawrence signe une extension de contrat de cinq ans pour un montant de 275 millions de dollars dont 142 sont garantis. Au moment de cette signature, il est le joueur le mieux payé de l'histoire de la NFL à égalité avec Joe Burrow.
Le jour de ses 25 ans, après une série de neuf défaites consécutives en tant que titulaire et un bilan provisoire de 4 défaites pour les Jags en 2024, Lawrence gagne 371 yards (record en carrière) et inscrit deux touchdowns à la passe lors de la victoire 37 à 34 contre les Colts en 5e semaine.

## Statistiques

### Universitaires
| Année       | Équipe            | Statut      | MJ |         | Passes   | Passes | Passes | Passes | Passes | Passes | Passes  |       | Courses | Courses | Courses | Courses |
| Année       | Équipe            | Statut      | MJ | Tentées | Réussies | Pct.   | Yards  | TD     | Int.   | Éval.  | Tentées | Yards | Moy.    | TD      |         |         |
| 2018        | Tigers de Clemson | Fr.         | 15 | 398     | 259      | 65,2   | 3 280  | 30     | 4      | 157,6  | 60      | 177   | 3       | 1       |         |         |
| 2019        | Tigers de Clemson | So.         | 15 | 407     | 298      | 65,8   | 3 665  | 36     | 8      | 166,7  | 103     | 563   | 5,5     | 9       |         |         |
| 2020        | Tigers de Clemson | Jr.         | 10 | 334     | 231      | 69,2   | 3 153  | 24     | 5      | 169,2  | 68      | 203   | 3       | 8       |         |         |
| Totaux NCAA | Totaux NCAA       | Totaux NCAA | 40 | 1 138   | 758      | 66,6   | 10 098 | 90     | 17     | 164,3  | 231     | 943   | 4,1     | 18      |         |         |

### Professionnelles
| Année      | Équipe                  | MJ |                 | Passes          | Passes          | Passes          | Passes          | Passes          | Passes          | Passes          |                 | Courses         | Courses         | Courses | Courses |     | Sacks  | Sacks |  | Fumbles | Fumbles |
| Année      | Équipe                  | MJ | Tentées         | Réussies        | Pct.            | Yards           | TD              | Int.            | Éval.           | Tentées         | Yards           | Moy.            | TD              | Nb.     | Yards   | Nb. | Perdus |       |  |         |         |
| 2021       | Jaguars de Jacksonville | 17 | 602             | 359             | 59,6            | 3 641           | 12              | 17              | 71,9            | 73              | 334             | 4,3             | 2               | 32      | 238     | 09  | 5      |       |  |         |         |
| 2022       | Jaguars de Jacksonville | 17 | 584             | 387             | 66,3            | 4 113           | 25              | 08              | 95,2            | 62              | 291             | 4,7             | 5               | 27      | 184     | 12  | 9      |       |  |         |         |
| 2022       | Jaguars de Jacksonville | ?  | Saison en cours | Saison en cours | Saison en cours | Saison en cours | Saison en cours | Saison en cours | Saison en cours | Saison en cours | Saison en cours | Saison en cours | Saison en cours | ?       | ?       | ?   | ?      |       |  |         |         |
| Totaux NFL | Totaux NFL              | 34 | 1 186           | 746             | 53,0            | 7 754           | 37              | 25              | 83,5            | 135             | 625             | 4,5             | 7               | 59      | 422     | 21  | 14     |       |  |         |         |

| Année      | Équipe                  | MJ |         | Passes   | Passes | Passes | Passes | Passes | Passes | Passes  |       | Courses | Courses | Courses | Courses |     | Sacks  | Sacks |  | Fumbles | Fumbles |
| Année      | Équipe                  | MJ | Tentées | Réussies | Pct.   | Yards  | TD     | Int.   | Éval.  | Tentées | Yards | Moy.    | TD      | Nb.     | Yards   | Nb. | Perdus |       |  |         |         |
| 2022       | Jaguars de Jacksonville | 2  | 86      | 52       | 60,5   | 505    | 5      | 5      | 72,1   | 4       | 34    | 8,5     | 0       | 4       | 27      | 0   | 0      |       |  |         |         |
| Totaux NFL | Totaux NFL              | 2  | 86      | 52       | 60,5   | 505    | 5      | 5      | 72,1   | 4       | 34    | 8,5     | 0       | 4       | 27      | 0   | 0      |       |  |         |         |

## Palmarès, records et récompenses

### Lycée (high school)
- Vainqueur du Hall Trophy (en) : 2017
- Désigné meilleur joueur lycéen de l'année (en) par USA Today : 2017
- Désigné joueur lycéen All-American (en) par USA Today : 2017

### NCAA Division I FBS
- Saison 2018 :
  - Vainqueur du College Football Championship Game 2019 ;
  - Meilleur joueur offensif du College Football Championship Game 2019 ;
  - Champion de l'Atlantic Coast Conference ;
  - Sélectionné dans la seconde équipe-type de l'ACC ;
  - Sélectionné dans la troisième NCAA ;
  - Vainqueur de l'Archie Griffin Award (en) ;
  - Meilleur joueur rookie de l'ACC (en).
- Saison 2019
  - Champion de l'Atlantic Coast Conference ;
  - Sélectionné dans l'équipe-type de l'ACC.
- Saison 2020
  - Champion de l'Atlantic Coast Conference ;
  - Meilleur joueur de a saison en ACC ;
  - Meilleur joueur offensif de la saison en ACC ;
  - Sélectionné dans l'équipe-type de l'ACC ;
  - Finaliste (2e) du Trophée Heisman.

### NFL
- Record du plus grand nombre de passes interceptées sur la saison régulière en 2021 (17, à égalité avec Matthew Staford)[61] ;
- Meilleur joueur offensif des semaines 3 et 14 de l'AFC[61].

## Vie privée
Lawrence est le deuxième fils de Jeremy et Amanda Lawrence. Il a un frère aîné prénommé Chase et une sœur cadette prénommée Olivia. Lawrence est chrétien et aime la pêche,. Il est également reconnaissable pour sa longue chevelure blonde,. Le 17 juillet 2020, il se fiance avec Marissa Mowry, sa petite amie depuis le lycée, qu'il épouse le 10 avril 2021,.